# Стоуні-Пойнт (Північна Кароліна)
Стоуні-Пойнт (англ. Stony Point) — переписна місцевість (CDP) в США, в округах Александер і Еределл штату Північна Кароліна. Населення — 1146 осіб (2020).

## Географія
Стоуні-Пойнт розташоване за координатами 35°51′58″ пн. ш. 81°2′43″ зх. д. / 35.86611° пн. ш. 81.04528° зх. д. (35.866234, -81.045143).  За даними Бюро перепису населення США в 2010 році переписна місцевість мала площу 7,74 км², з яких 7,71 км² — суходіл та 0,02 км² — водойми.

## Демографія
Згідно з переписом 2010 року, у переписній місцевості мешкало 1317 осіб у 516 домогосподарствах у складі 347 родин. Густота населення становила 170 осіб/км².  Було 585 помешкань (76/км²).
Расовий склад населення:
| - 88,2 % — білих - 4,4 % — чорних або афроамериканців - 0,7 % — азіатів - 0,2 % — корінних американців - 4,5 % — осіб інших рас |

До двох чи більше рас належало 2,1 %. Частка іспаномовних становила 6,8 % від усіх жителів.
За віковим діапазоном населення розподілялося таким чином: 26,0 % — особи молодші 18 років, 58,9 % — особи у віці 18—64 років, 15,1 % — особи у віці 65 років та старші. Медіана віку мешканця становила 38,4 року. На 100 осіб жіночої статі у переписній місцевості припадало 97,2 чоловіків;  на 100 жінок у віці від 18 років та старших — 92,9 чоловіків також старших 18 років.
Середній дохід на одне домашнє господарство  становив 40 761 долар США (медіана — 30 766), а середній дохід на одну сім'ю — 52 709 доларів (медіана — 38 281). За межею бідності перебувало 23,9 % осіб, у тому числі 38,4 % дітей у віці до 18 років та 0,0 % осіб у віці 65 років та старших.
Цивільне працевлаштоване населення становило 732 особи. Основні галузі зайнятості: виробництво — 35,4 %, мистецтво, розваги та відпочинок — 15,2 %, освіта, охорона здоров'я та соціальна допомога — 10,7 %, роздрібна торгівля — 8,9 %.